# 鲁棒性 (生物系统的性质)

## 系统生物学定义
鲁棒性是指生物调控网络能够抵抗细胞内外环境的扰动而维持网络结构和功能稳定的能力。一般微调的系统（英文：fine-tuning）不是具有鲁棒性的。微调的网络随着参数的改变，性质和网络功能会发生较大地改变。
鲁棒性，是生物回路系统的重要的设计原则。使得基因线路的功能与细胞内变化的参数无关。生物调控网络结构的冗余、具有反馈、模块化的特性使得系统在动力学上具有鲁棒性，可以抵抗环境和细胞内的噪声。

## 网络的设计要求

### 功能性基因的冗余
在酵母细胞中人们同时敲除大部分基因对细胞的表型仅有微弱的影响，只有不到20%的基因发生敲除时，才会导致细胞死亡。
生物调控网络结构的冗余性是生物调控网络具有结构鲁棒性的必要条件。

### 参数扰动的范围
合成基因网络的设计，应该以受扰动变化最小的参数来决定网络功能。如参数 n不易受环境的扰动；n为希尔系数，表征阻遏蛋白结合到 DNA 操作子上的协同性。构建双稳态的按键式开关和振荡器都需要阻遏蛋白的n值>2。
细胞内环境的噪声通常是由基因表达水平的随机性或细胞内分子间相互作用的随机性引起，而外界环境的扰动可能来源于温度、光照或诱导物浓度等物理和化学的刺激。
在噪音的影响下，细胞内分子调控网络的物质（mRNA、蛋白质等）的浓度及相互作用参数都有可能发生变化，但细胞内的网络能够在一定的噪声范围内维持功能的稳定性。
2016年，Potvin-Trottier分析了影响 repressilator 振荡的噪声因素，改进实验设计，最终提高三节点振荡网络的鲁棒性、实现 repressilator 长程同步化振荡。
利用典型的细菌的趋化性蛋白质调控回路来阐述鲁棒性: 细菌的趋向性是细胞快速适应环境变化，靠近有利于细胞生长的环境而躲避有害环境的一种能力。典型的大肠杆菌化学趋向性网络具有动力学鲁棒性，鞭毛的转动速率仅与环境中配体浓度的变化有关，配体浓度的绝对值并不改变鞭毛的转动速率，并且网络中大部分参数的扰动并不影响细菌鞭毛转动的速率。另外，当环境温度升高时，细菌仍能保持快速而精确的完全适应性响应功能。利用Barkai-Leibler机制来解释完全适应性响应。

### 存在反馈或者前馈网络模体
负自身调节除了可以加快响应的时间，还可以增强稳态表达水平的鲁棒性。因为负自身反馈的稳态浓度依赖于启动子的K值（可被称为阻抑值）。K值是抑制因子与DNA结合解离常数，K值在不同细胞的变化是微小的。
一致型前馈环是信号敏感的延迟性元件。如果产物的生产由逻辑门-与门控制，第二输入需要一定的延迟时间达到活化的阈值（低于Y节点达到稳态的水平）。这种网络拓扑可以防止短暂的信号输入的波动，增强系统的鲁棒性。